# Carl Meinhof
Carl Friedrich Michael Meinhof (ur. 23 lipca 1857 w Barzowicach, zm. 11 lutego 1944 w Greifswaldzie) – niemiecki językoznawca, nauczyciel, wykładowca akademicki i pastor ewangelicki.

## Życiorys

### Pochodzenie
Był synem Friedricha Meinhofa (1800-1881) i jego trzeciej żony Clary Christiane Giesebrecht (1819-1893). Jego ojciec był absolwentem Uniwersytetów w Lipsku, Wittemberdze i Berlinie. Następnie był pastorem w parafiach w Drosedow (1828-1831) i Gramenz (1832-1842). Od 1842 r. do śmierci był pastorem w Barzwitz (Barzowicach), gdzie przyczynił się rozwoju tutejszego rolnictwa i szkolnictwa. Był znanym teologiem. Założył Koło Misyjne, które podczas hucznych festynów gromadziło fundusze przekazywane placówce misyjnej w Botshabelo w ówczesnym Wolnym Państwie Oranii. To właśnie ojciec zainteresował Carla misjami w Afryce. Pastorem był także ojciec Friedricha, a dziadek Carla. Clara Meinhof pochodziła z rodziny inteligenckiej. Jej ojcem był poeta i dyrektor Szkoły Wyższej przy Grauen Kloster w Berlinie Karl Ludwig Giesebrecht. Wujem Clary był poeta i filozof Ludwik Giesebrecht, zaś jej bratem historyk Świętego Cesarstwa Rzymskiego Wilhelm Gisebrecht. Carl Meinhof miał jedenaściorga rodzeństwa. Jego brat John był dziadkiem Ulriki Meinhof.

### Edukacja i praca zawodowa

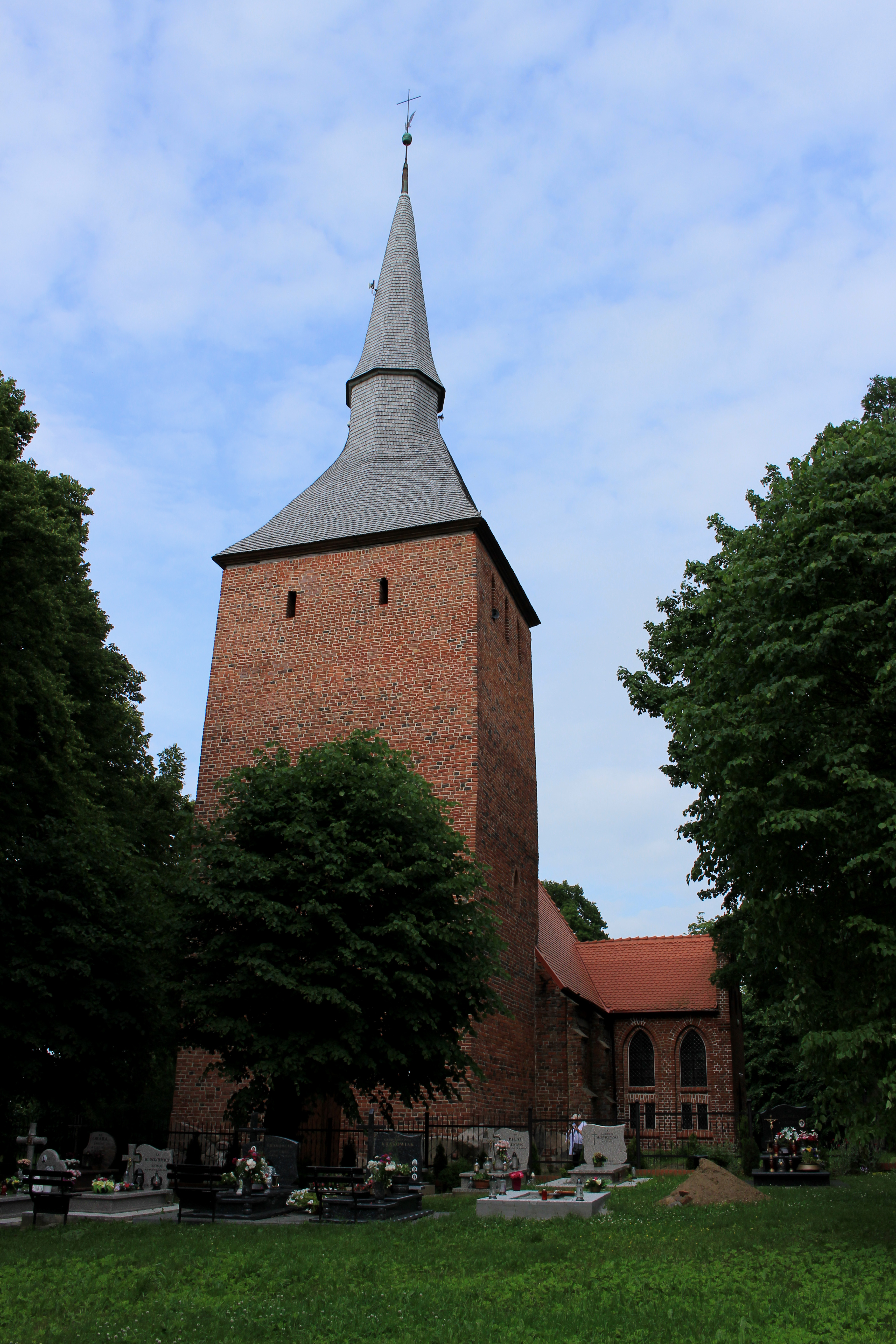
Kościół w Cisowie. Przez 17 lat Carl Meinhof pracował tu jako pastor, a jednocześnie uczynił z Cisowa ośrodek nauki języków afrykańskich

Jego pierwszymi nauczycielami domowymi była jego matka, dwóch starszych braci – Otto i Max oraz kościelny imieniem Völkner. W 1868 r. zamieszkał w Halle, gdzie przez trzy lata uczył się w tutejszym gimnazjum. Jego dyrektorem był szwagier matki, Theodore Ader, także dyrektor Fundacji Frankijskiej. W 1875 r.rozpoczął studia teologiczne na Uniwersytecie w Halle, pod okiem znawcy Lutra Juliusa Köstlina. W tym czasie spędzał dużo czasu u swojego wuja, historyka Wilhelma Giesebrechta, u którego poznał wielu przedstawicieli ówczesnego świata nauki. Następnie studiował germanistykę na konserwatywnym Uniwersytecie w Erlangen, który miał duże wpływy w kręgach misyjnych. Jednym z jego wykładowców był filolog Rudolf von Raumer. Próbował on znaleźć pokrewieństwo między językami indoeuropejskimi a semickimi, co wywarło duży wpływ na Meinhofa. W 1877 r. powrócił do studiów teologicznych na Uniwersytecie w Greifswaldzie. Tu przekonał się, że teologia nie interesuje go tak bardzo jak językoznawstwo. Mimo to w latach 1878–79 zdał egzaminy. W 1879 r. rozpoczął pracę jako nauczyciel w Wolgaście. Równolegle kontynuował swoją edukację na Uniwersytecie w Tybindze. W 1881 r. złożył egzamin państwowy pro facultate docendi z teologii. W latach 1881–1886 pracował jako nauczyciel w Stettinie (ob. Szczecin). W latach 1886–1903 był pastorem parafii ewangelickiej w Zizow (ob. Cisowo).

### Początki kariery lingwistycznej
Po ukończeniu studiów, Meinhof rozwijał swoją pasję lingwistyczną ucząc się języków aramejskiego, asyryjskiego i arabskiego oraz doskonaląc znajomość języka hebrajskiego. Swój pierwszy artykuł naukowy napisał właśnie nt. języka hebrajskiego. Pisał eseje nt. języka dolnoniemieckiego pod pseudonimem Mai. W latach 80. jego zainteresowania przeszły z języków indoeuropejskich na afrykańskie. Wcześniej miał styczność z mową Afrykanerów poprzez osoby związane z niemieckimi misjami oraz swojego przyjaciela Büttnera. To właśnie on nauczył go pierwszych słów w języku Afryki, jednak z powodu wyjazdu do Berlina nie mógł kontynuować nauczania Meinhofa. Podczas pobytu w Cisowie, Meinhof poznał rdzennego mieszkańca Afryki, Njo Dibone z plemienia Duala w Kamerunie. Ten zainteresował go swoim językiem. Meinhof miał uczyć Dibone języka niemieckiego. W zamian on nauczył go języka duala. W ten sposób Meinhof zainteresował się językami Bantu i rozpoczął nad nimi badania. Innym językiem z rodziny Bantu badanym przez Meinhofa był Suahili. W swojej parafii w Cisowie, Meinhof prowadził wykłady z afrykanistyki, na które przyjmował po jednej lub dwie osoby naraz. Większość z nich była misjonarzami, niektórzy mieszkali w niemieckich koloniach w Afryce od urodzenia. Sporadycznie odwiedzali go rdzenni Afrykańczycy. Dr Sara Pugach nazywa Cisowo pierwszą mekką językoznawców afrykańskich, na długo zanim stał się nią Hamburg.

### Pierwsza publikacja i podróż do Afryki

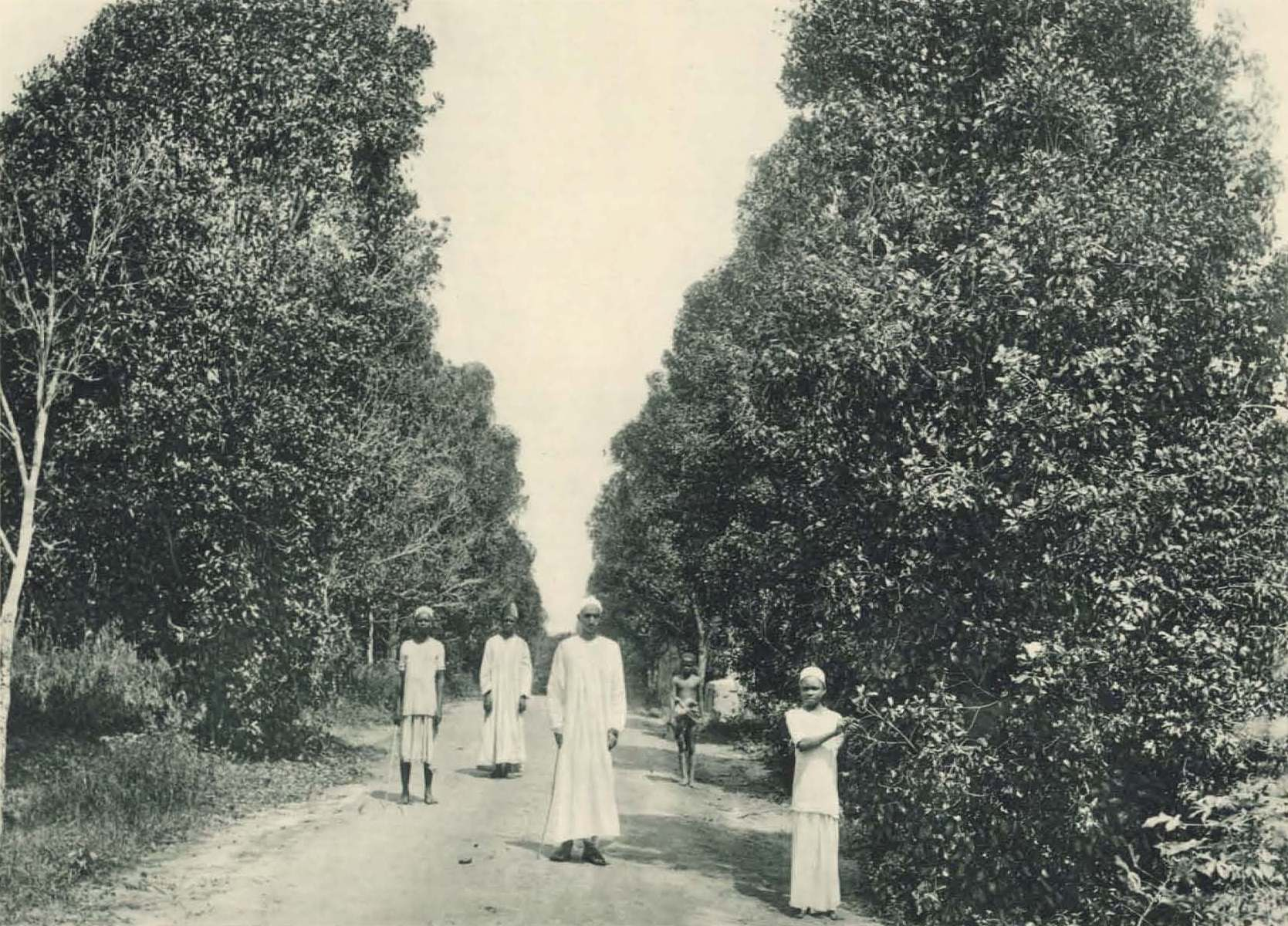
Zanzibar na początku XX wieku

W latach 90. Meinhof opublikował kilka artykułów nt. języka Duala w czasopiśmie naukowym Zeitschrift für Afrikanische Sprachen.  W 1899 r. opublikował swoją pierwszą pracę pt. Zarys fonetyki języka Bantu. Na podstawie analizy sześciu języków tej rodziny, wysunął tezę o istnieniu wspólnego dla nich języka Proto-Bantu (niem. Ur-Bantu). Stworzył metodę transkrypcji języka i objaśnił znaczenie detali fonoligcznych całej rodziny. Meinhof był pierwszą osobą, która dokonała analizy naukowej tej rodziny językowej. W swoich badaniach wykorzystał wiedzę, którą zdobył na studiach z filologii. Publikacja została bardzo dobrze przyjęta przez środowisko akademickie, a Meinhofowi przyniosła popularność i uznanie. Nazwano go nawet najważniejszym znawcą języka Bantu, pomimo faktu, że nigdy dotąd nie był w Afryce. Zaczął prowadzić regularne wykłady i pisać do czasopism takich jak Allgemeine Missions-Zeitschrift. Urząd Rzeszy ds. Kolonii zasięgał opinii Meinhofa przed zaaprobowaniem nowej misji. Brano przy tym pod uwagę nie tyle potencjał badawczy języków afrykańskich, co możliwość indoktrynacji rdzennej ludności. W 1902 r. cesarz Wilhelm II Hohenzollern nadał mu stypendium, dzięki któremu odbył podróż do Zanzibaru. Pomysł ten poparł wcześniej minister kultury Konrad von Studt. Podczas podróży Meinhof zebrał liczne materiały do analizy języków i tradycji afrykańskich. Był jedną z pierwszych osób, które nagrały muzykę plemion Afryki Wschodniej. Między innymi wtedy doszedł do wniosku, że język północny sotho jest najbliższy proponowanemu przez niego językowi Proto-Bantu. Później wycofał się z tej opinii, uznając za kolebkę języka Proto-Bantu Afrykę Wschodnią. W opinii dr. Sara Pugach było to motywowane tym, że językiem sotho posługiwano się na terenie republik burskich, co uniemożliwiało jego badanie przez niemieckiego badacza. Meinhof miał wybrać lokalizację, która znajdowała się na terenie niemieckiej kolonii.

### Kariera akademicka

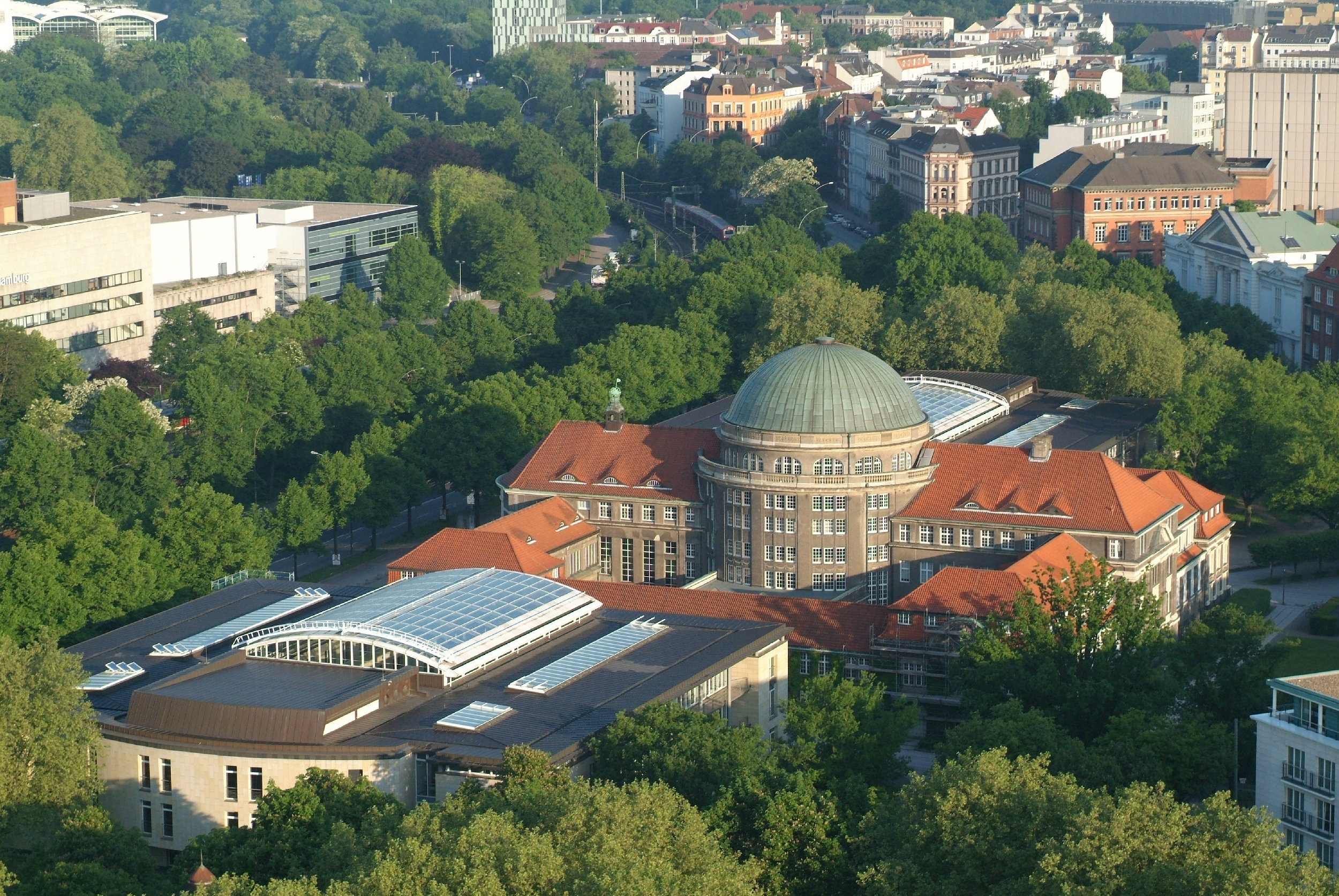
Gmach Główny Uniwersytetu w Hamburgu

W latach 1903–1909 wykładał języki afrykańskie na Seminarium Orientalnym Uniwersytetu w Berlinie. Już w latach 1898-1900 trzykrotnie starał się o objęcie katedry, bezowocnie. W 1905 roku uzyskał tytuł profesora. Jego fakultet był za krótki, by mógł on przekazać swoim uczniom pełną wiedzę na temat języka. Zamiast tego starał się im pokazać, jak mogą w najłatwiejszy sposób nawiązać kontakt z afrykańskimi tubylcami. Wpajał im, żeby traktowali każdy język jako całkiem oddzielny świat, a nie patrzyli na nie przez pryzmat języków rodziny indoeuropejskiej. W tym czasie zaczął badać języki z innych rodzin niż Bantu, m.in. język nama, język herero, język Hotentotów i Buszmenów oraz języki chamickie. Ostatni termin już wówczas wzbudzał wiele kontrowersji i obecnie nie jest używany. Meinhof uważał, że istnieje związek między językami chamickimi a nigeryjskimi, Bantu i nama. Miało to udowadniać tezę, że mieszkańcy Afryki Subsaharyjskiej są czarnymi potomkami chamitów. Teza ta została później uznana za rasistowską i nieuzasadnioną, po czym została odrzucona przez badaczy, w tym przez niego samego. Meinhof odszedł z Uniwersytetu w Berlinie z powodu konfliktu z dyrektorem Semianrium Orientalnego Eduardem Sachau. Ich współpraca od początku była burzliwa. Bezpośrednim powodem odejścia Meinhofa było niewyrażenie zgody na założenie przez niego własnego czasopisma. W latach 1909–1936 pracował w Instytucie Kolonialnym w Hamburgu, od 1919 roku będącego w strukturach nowo powstałego Uniwersytetu Hamburskiego. Był dyrektorem Seminarium Języków Kolonialnych, a od 1919 roku Pierwszym Prezesem Wydziału Studiów Afrykańskich. Założył tu czasopismo naukowe pt. Zeitschrift für Kolonialsprachen (później wydawane pod tytułem Zeitschrift für Eingeborenensprachen). Brał udział w konferencjach językoznawców. Niektóre jego wykłady zostały wydane w formie książkowej. W latach 1914 i 1927-28 odbył kolejne podróże do Afryki, kolejno do obecnej Tanzanii i Afryki Południowej.

### Międzynarodowa popularność, emerytura i śmierć
Przez kolejne lata Carl Meinhof zyskał sobie międzynarodową sławę, a jego pracę wywarły wpływ na kolejne pokolenie badaczy. Potwierdza to m.in. A.N. Tucker we wspomnieniu prof. Meinhofa opublikowanym na łamach Biuletynu School of Oriental and African Studies w Londynie. Dr Sara Pugach w haśle Encyklopedii Języków i Linwistów nazywa go najbardziej znanym lingwistą europejskim afrykanistą I połowy XX wieku. W 1936 roku przeszedł na emeryturę, ale swoje badania prowadził do śmierci w 1944 roku.

## Współpracownicy i następcy
Według dr Sary Pugach, Meinhof odznaczał się wysokim ego i często popadał w konflikty ze współpracownikami. W sposób agresywny forsował swoje poglądy na arenie naukowej. Przysporzyło mu to wielu przeciwników, ale dzięki temu zdobył sobie dominującą pozycję w świecie afrykanistyki. Przez wiele dekad prowadził korespondencję z Wilhelmem Wundt i Felixem von Luschan. Z tym drugim odbywał także sporadyczne spotkania. Meinhof i von Luschan pracowali razem nad swoimi teoriami lingwistyczno-rasowymi. W latach 1903–1913 współpracował pochodzącym z Południowej Afryki Mtoro Bakari, który był autorem i wykładowcą w Niemczech. Bakari zerwał stosunki z Meinhofem z uwagi na jego islamofobię i europocentryzm. Dr Pugach jako powód ich kłótni podaje fakt, że Bakari ożenił się z Niemką Berthą Hilske, czego Meinhof nie zaakceptował i zwolnił go z pracy. Uważał też, że Bakari miał nie okazywać należnego szacunku jemu i jego niemieckim kolegom. Po stronie Bakari stanęła część współpracowników Meinhofa, w tym jego dawny przyjaciel Büttner. Uczniem Meinhofa był Diedrich Westermann, który poprawił i poszerzył jego badania. Mimo to na przełomie lat 20. i 30. Meinhof popadł w konflikt z Westermannem, między innymi na tle różnic w poglądach naukowych. Westermann uważał, że języki nigero-kongijskie są spokrewnione z językami Bantu, co Meinhof wcześniej odrzucił. Innym jego współpracownikiem był Martin Heepe. W latach 20. Meinhof nie wydał Heepe zgody na publikację jego pracy, ponieważ nie był zadowolony ze współpracy z nim przy tworzeniu słownika języka ewondo. W latach 20. jego uczniem był Nicholas van Warmelo, z którym współpracował następnie przy przetłumaczeniu swojej pracy dot. fonologii języków Bantu na język angielski. Pracami Carla Meinhofa zajmowały się kolejne pokolenia badaczy aż po XXI wiek. Współcześnie jest to m.in. wspomniana wyżej dr Sara Pugach z Uniwersytetu Kalifornijskiego w Los Angeles i Uniwersytetu Stanu Ohio.

## Poglądy i przynależność partyjna
Według dr Sary Pugach, Meinhof był związany z kręgiem nacjonalistów od lat 70. XIX wieku. O ile w młodości był bardziej otwarty, czego dowodzi jego owocna przyjaźń z Njo Dibone, to z biegiem last stał się coraz bardziej konserwatywny, czego wyrazem jest konflikt z Mtoro Bakari na tle rasistowskim. Mimo to, w przeciwieństwie do wielu rasistów swoich czasów, Meinhof był zdania, że czarnoskórzy mogą osiągnąć taki poziom rozwoju jak biali. Uważał ich za mniej rozwiniętych w sensie cywilizacyjnym, nie biologicznym. Poddawał otwartej i odwzajemnionej krytyce teorie rasowe takich badaczy jak Leo Frobenius czy Wilhelm Schmidt. Dr Pugach nazywa jego poglądy dwuznacznymi i stwierdza, że nie można go jednoznacznie określić jako rasistę.
Carl Meinhof wyrażał pogląd, że należy chronić języki afrykańskie przed wpływami europejskimi. Po podróży z lat 1927-28 wyraził ubolewanie nad zanikaniem ich tradycji, zwyczajów, ubiorów i unikatowości języka. Zaobserwował wtedy, że większość czarnoskórych chodzi w ubraniach europejskich, azjatyckich lub arabskich. Hotentoci zaprzestali używania rodzimego języka, zaś Buszmeni niemal całkiem wymarli. W jego opinii języki niektórych plemion już wtedy wymarły zanim udało się je dobrze poznać. Zdaniem Meinhofa Afrykańczycy nie powinni być uczeni języków angielskiego i afrikaans, ale posługiwać się rodzimą mową. Doszedł do wniosku, że swój język i zwyczaje lepiej zachowują te plemiona, które były pod opieką misji protestanckich. Poglądy Meinhofa na temat ochrony języków afrykańskich zyskały uznanie dopiero po II wojnie światowej. Jednym z ich orędowników był były uczeń Meinhofa, Werner Eiselen, który postulował m.in. żeby uczyć Afrykańczyków ich mowy ojczystej, a nie j. europejskich lub afrikaans.
Jako cel swoich badań widział umocnienie i poszerzenie dominacji aryjskiej w niemieckich koloniach, a w dalszej perspektywie utworzenie z Niemiec mocarstwa imperialnego. Transkrypcja języków afrykańskich, które dotąd funkcjonowały wyłącznie jako języki mówione, miała pomóc przyswoić rdzennym mieszkańców ideały chrześcijańskie i niemieckie. Meinhof stworzył bardziej efektywną metodę nauki języków rdzennej ludności Afrykanerów, dzięki czemu misjonarze mogli łatwiej się z nimi porozumieć i dokonać ich indoktrynacji. Wcześniej mogli się oni uczyć języka jedynie ze słuchu. Meinhof chciał, by mieszkańcy kolonii zaczęli utożsamiać się z narodem niemieckim. Indoktrynacja miała dokonać ich awansu cywilizacyjnego. Carl Meinhof traktował językoznawstwo jako narzędzie mogące udowodnić teorie rasowe, takie jak rzekome pokrewieństwo Chamitów z Afrykańczykami. Od 1933 roku był członkiem NSDAP. Wstąpił do partii ponieważ wierzył, że Adolf Hitler jest w stanie przywrócić Niemcom utracone po I wojnie światowej kolonie. Po dojściu Hitlera do władzy dołączył do komitetu, który miał za zadanie zreorganizować prace Uniwersytetu w Hamburgu tak, by zaszczepić na jego gruncie nowe podejście do kwestii kolonialnej.

## Życie prywatne
Jego pierwszą żoną była Elly Heyer (zm. 1894), którą poznał w Szczecinie. W 1895 r. poślubił Annę Kloss. Miał dwójkę dzieci.

## Publikacje
- Zarys fonetyki języka Bantu, 1899 (Grundriss einer Lautlehre der Bantusprachen)
- Die Christianisierung der Sprachen Afrikas, 1905
- Zarys gramatyki porównawczej języka Bantu, 1906 (Grundzüge einer vergleichenden Grammatik der Bantusprachen)
- Podręcznik języka Nama, 1909 (Lehrbuch der Nama-Sprache)
- Język Herero w Niemieckiej Afryce Południowo-Zachodniej, 1909 (Die Sprache der Herero in Deutsch-Südwestafrika)
- Język Suahili w Niemieckiej Afryce Wschodniej, 1910 (Die Sprache der Suaheli in Deutsch-Ostafrika)
- Die moderne Sprachforschung in Afrika, 1910 (przetłumaczone i wydane też jako wstęp do pracy Alice Werner pt. Study of African Languages, 1915)
- Współczesne badania językowe w Afryce: wykład w Hamburgu, 1910 (Die moderne Sprachforschung in Afrika : hamburgische Vorträge)
- Poezja Afrykanerów: wykład w Hamburgu, 1911 (Die Dichtung der Afrikaner : hamburgische Vorträge)
- Religie Afrykańskie: wykład w Hamburgu, 1912 (Afrikanische Religione : hamburgische Vorträge)
- Język Chamitów, 1912 (Die Sprachen der Hamiten)
- Język Duala w Kamerunie, 1912 (Die Sprache der Duala in Kamerun)
- Das Evangelium und die primitiven Rassen, 1913
- Religie niepiśmiennej ludności Afryki, 1913 (Religionen der schriftlosen Völker Afrikas)
- Deutsche Erziehung, 1914
- Afrykańskie baśni, 1917 (Afrikanische Märchen)
- Religie afrykańskie i ich związki z życiem gospodarczym, 1926 (Die Religionen der Afrikaner in ihrem Zusammenhang mit dem Wirtschaftsleben)
- Festschrift Meinhof, 1927
- Die Sprache der Herero in Deutsch-Südwestafrika, 1928
- Die libyschen Inschriften : eine Untersuchung, 1931
- Die Entstehung flektierender Sprachen : eine Untersuchung, 1936[6][7][11][9]